# Romance (muziek)
Het woord romance (Spaans: romance/romanza, Italiaans: romanza, Duits: Romanze, Frans: romance, Russisch: романс, Portugees: romance) heeft een eeuwenoude geschiedenis. In Spanje werd romance in de 18e eeuw gebruikt voor verhalende ballades niet alleen als lied, maar ook voor instrumentale muziek. In de 18e en 19e eeuw ontwikkelden Russische componisten de Franse versie van de romance tot een sentimenteel liedgenre, bijvoorbeeld het lied "Ochi Chyornie" (Donkere ogen).
Caspar Höweler vermeldt dat een romance een verhalend meestal amoureus coupletlied kan zijn, maar ook een eenvoudige aria in een opera, terwijl Beethoven twee romances voor viool en orkest schreef. Volgens de Oxford Dictionary of Music is een romance "in het algemeen van een persoonlijk of teder karakter". Een romance bestaat inhoudelijk uit de muzikale (al dan niet abstracte) uitbeelding van een liefdesgeschiedenis. In de romantiek werd de romance een genre, dat vele componisten inspireerde tot composities onder die titel. Thema's die in romances dikwijls worden aangestipt zijn bijvoorbeeld: de onmogelijke liefde, de verloren liefde, de hoop, het verlangen, de dood van een geliefde.

## Voorbeelden

### Zang
Caspar Höweler noemt de 18e-eeuwse Franse sentimentele romance (lied) met als voorbeeld Plaisir d'amour van Padre Martini. Georges Bizets "Je crois entendre encore" in de opera Les pêcheurs de perles (De Parelvissers) (1863) heet in de partituur een romance.

### Instrumentaal
Mozart gaf het tweede deel van zijn pianoconcert no. 20 in d mineur (KV.466) de ondertitel "Romanze". Zijn Hoornconcert heeft een romanze en Rondo. Robert Schumann had een grote voorkeur voor Romanze als titel voor lyrische pianostukken.
Verdere instrumentale muziek onder de titel "Romance":
- Beethoven twee Romanze voor viool en orkest, no. 1 G Majeur, Op. 40, no. 2 in F Majeur, Op. 50 heeft de vorm van een thema met variaties.
- Antonín Dvořák Romance in f mineur voor viool en orkest, Op. 11 (1873/1877)
- Camille Saint-Saëns Romance in D voor violoncello en orkest, Op. 51 (1877)
- Clara Schumann Drei Romanzen voor viool en piano, Op. 22 (1853) (link)
- Robert Schumann Drei Romanzen (voor piano), Op.28. (1839)
- Robert Schumann Drei Romanzen (voor hobo of viool en piano), Op.94 (1849)
- Jean Sibelius, Romances voor piano Op 24, no. 9, Op. 78, no. 2
- Johan Svendsen Romance voor viool en orkest, Op. 26 (1881)
- Johannes Brahms Romanze in F majeur voor piano, Zes stukken voor piano, Op. 118, no. 5 (1893)
- Edward Elgar Romance voor fagot en orkest, Op. 62 (1910)
- Ralph Vaughan Williams Romanza, in zijn Concerto in f mineur voor bastuba, no. 2 (1954)
- Anoniem "Romance/Romanza" voor de klassieke gitaar, bekend als Spaanse Romance, Romance D'Amour enzovoorts.

## Verwijzingen
1. ↑  Höweler, C.: XYZ der muziek, 28ste druk, 1988, De Haan
2. ↑  The Oxford Dictionary of Music, Michael Kennedy, editor, 1985 (New York: Oxford University Press), sub "Romance".
3. ↑  Höweler, C.: XYZ der muziek, 28ste druk, 1988, De Haan, pagina 527